# Ибер, Фернан
Фернан Ибер (1873—1928) — гаитянский писатель.
Писал на французском языке. Известен как романами так и сатирическими произведениями. Автор романов «Сена» (фр. Sena, 1905), «Семья Тазар…» (фр. Les Thazar..., 1907), «Ромулюс» (фр. Romulus, 1908), «Маски и лица» (фр. Masques et visages, 1910), «Рукопись моего друга» (фр. Manuscrit de mon ami, 1923).

## Биография
Фернан Ибер родился 3 октября 1873 года в городе Мирогоан (Гаити). Начальную школу окончил в родном городе, в колледже учился в Порт-о-Пренс. Высшее образование получил в Париже окончив Парижский университет. В 1894 году вернулся на Гаити. В 1896 году женился. Впоследствии его дочь Николь выйдет замуж за писателя Жака Румена.
В 1904 году он был назначен профессором истории и французского языка и литературы в школе Петион в Порт-о-Пренс.
В 1915 году, после оккупации его страны Соединенными Штатами, Фернан Хибберт препятствует американской оккупации и вносит свой вклад в «La Revue de la Ligue de la jeunesse haïtienne». Он также был журналистом в «La Ronde» и «Le Soir».
В 1916 году он был назначен начальником отдела в Департаменте по внешним связям. С 1916 по 1920 год он был полномочным министром в Гаване.
С 1921 по 1922 год он был министром образования Республики Гаити.
Фернан Хибберт умер в Порт-о-Пренс 19 декабря 1928 года.